# Mafia II
Mafia II — компьютерная игра в жанре приключенческого боевика с открытым миром, разработанная чешской компанией 2K Czech; вторая игра серии Mafia. Сюжет Mafia II практически не имеет связи с первой частью, но всё же существует с ней в одной вселенной.
Игра была выпущена в 2010 году на персональных компьютерах под управлением Windows и игровых приставках Xbox 360 и PlayStation 3. Зарубежным издателем является американская компания 2K Games, в России издана и переведена на русский язык компанией «1С-СофтКлаб».
В 2011 году вышла на macOS как Mafia II: Director’s Cut (в комплекте со всеми дополнениями). В октябре 2016 года вышло продолжение под названием Mafia III. 19 мая 2020 года одновременно с выходом ремейка первой игры серии компания 2K выпустила Mafia II: Definitive Edition — ремастированную версию игры, разработанную совместно студиями D3t и Hangar 13, которая получила неоднозначные оценки критиков.

## Игровой процесс
Игра выполнена в жанре приключенческого экшена. Игроку в роли Вито Скалетты необходимо путешествовать по городу Эмпайр-Бэй, общаться с различными персонажами, выполнять задания, которые заключаются в перестрелках, необходимости водить автомобиль и т. д.
Локация игры — город Эмпайр-Бэй — являет собой территорию очень большого размера, перемещение по которой абсолютно свободно.
Несмотря на то, что реализован открытый игровой мир, структура игрового процесса предполагает большую фокусировку на сюжете, нежели на свободном перемещении: одна глава следует за другой, при этом игроку между главами (когда он окончил все дела текущей главы и должен ехать домой для того, чтобы на следующий день начались очередные приключения) даётся время для свободного исследования города. Кроме того, когда игрок уже в процессе выполнения задания едет по городу, он также не ограничен в своих перемещениях.
Действие различных глав проходит в разное время суток и различную погоду. Целенаправленно не реализована динамическая смена времени суток — разработчики вручную устанавливали необходимые погодные условия для каждой главы.
Mafia II является одной из первых игр и первой игрой данного жанра, в которой присутствует смена времён года. Вся игровая территория сделана в двух вариантах — зимнем и летнем — согласно эпохам, в которые происходят события сюжета.

### Место действия и локации
Основным местом действия Mafia II является вымышленный город Эмпайр-Бэй — название является отсылкой к прозвищу штата Нью-Йорк.
Город Эмпайр-Бэй смоделирован полностью с нуля и вдохновлён различными городами Америки. Так, на Нью-Йорк (авторы изучали этот город и сделали множество фотоснимков) он похож за счёт таких достопримечательностей, как Бруклинский мост, Эмпайр-стейт-билдинг, Крайслер-Билдинг, Центральный парк; на Лос-Анджелес тем, что Госпиталь похож на Сити Холл в Лос-Анджелесе, обсерватория имеет схожесть с таковой в Лос-Анджелесе, имеется надпись на холмах в стиле знака Голливуда.
Площадь карты игрового мира составляет около 10 квадратных миль в пересчёте на реальные единицы измерения; локация примерно в два раза больше города Лост-Хэвен из первой части. Город открыт к исследованию с самого начала.
В связи с тем, что в игре реализованы две эпохи (и два времени года) — один вид города (зимний) отличается от другого (летнего).
В игре реализована сложная система имитации реальной жизни города: прохожие передвигаются по улицам, пользуются телефонами-автоматами, заходят в закусочные, ездят на автомобилях и так далее.

### Полиция
Полицейские патрулируют город либо пешком, либо на автомобилях. Заметив преступление, полиция может действовать по-разному в зависимости от ситуации: предупреждают (за драку с прохожими), проверяют документы (за толкание полицейского несколько раз), штрафуют (за ДТП или за превышение скорости), арестовывают (за отказ платить штраф или за угоны машин) или начинают стрельбу на поражение (за убийство прохожих или полицейских). Полиция Эмпайр-Бэй проявляет интерес не только к главному герою, но и к любым гражданам города, так или иначе нарушившим закон.
Если полицейский объявит приметы Вито по рации, то он окажется в розыске. В этом случае его попытается задержать (в особо «опасных» случаях — застрелить) любой полицейский. Однако можно уйти от преследования, если купить (или украсть) новую одежду в магазине, переодеться дома, или дать взятку, позвонив в полицию с любого телефонного аппарата. Помимо этого, полицейские могут запомнить номер машины Вито. Номер можно сменить в автомастерской или опять же дать взятку по телефону. Если сесть в машину полиции, она будет объявлена в розыск. В ней нет радио, а кнопка переключения радио заменяется кнопкой включения и выключения сирены.
В игре, в отличие от первой части, нет наказания за проезд на красный свет светофора. Однако пассажиры Вито (например, Джо и Генри) говорят ему о нарушении правил. В игре присутствует наказание за превышение скорости — штраф 50 долларов. Для превышения необходимо на виду у полиции ехать со скоростью 60 миль в час (по городу — 40 миль в час) и быстрее.

## Сюжет

### Пролог
События Mafia II разворачиваются в 1943—1951 годах в вымышленном американском городе Эмпайр-Бэй (на основе реального Нью-Йорка, Чикаго, Сан-Франциско, Лос-Анджелеса, Бостона и Детройта). В городе «заправляют» три основные мафиозные «семьи»: Винчи, Клементе и Фальконе.
Главный герой — Виторио Антонио «Вито» Скалетта (англ. и итал. Vito Scaletta), сын итальянского мигранта, переехавший с семьёй из Сицилии в США, в надежде на «лучшую жизнь». Однако, на деле всё оказалось иначе. Отец Вито, Антонио, работал на порту за жалкие гроши, которые из-за проблем на работе пропивал в кабаке. Через несколько лет он, по официальной версии, упал пьяным в воду и утонул. Ничтожное положение его отца, который «работал как проклятый за гроши», и желание вырваться в люди будет главной мотивацией Скалетта на протяжении всей игры.
Позже родители решили отдать его в школу. Там он подружился с Джо Барбаро — известным в округе хулиганом. Оба они были из бедных семей, поэтому, став лучшими друзьями, быстро пристрастились к основам бандитизма — работе карманниками, грабежу магазинов и т. д. Будучи 18-летним парнем, Вито вместе с Джо решили ограбить ювелирный магазин. Первое серьёзное дело оказалось не вполне удачным: их заметил полицейский, вышедший покурить. Вито был пойман, а Джо удалось скрыться. Шла Вторая мировая война, на фронте требовались добровольцы со знанием итальянского языка, поэтому Вито предоставили выбор: отправиться в тюрьму и отсидеть свой срок или же встать на путь солдата и кровью фашистов искупить свою вину перед обществом. Из-за нежелания отбывать срок в тюрьме, Вито выбирает второй вариант.

### Развитие сюжета
1943 год. Операция «Хаски». Вито в составе 504-го парашютно-десантного полка 82-й воздушно-десантной дивизии отправляется на Сицилию. В ходе выполнения задания Вито оглушает взрывом, но он остаётся в живых. Фашисты, которые после этого выстрела ворвались в здание, начали добивать солдат, находящихся без сознания, но в тот момент, когда очередь умереть дошла до Вито, приезжает глава сицилийской мафии дон Кало и приказывает войскам Муссолини прекратить стрельбу. Вито, воочию узревший силу Мафии, остался жив, но был ранен.
В 1945 году, получив ранение и пролежав в госпитале, Вито, получив месячный отпуск, возвращается в Эмпайр-Бэй, где его на вокзале сразу встречает Джо. Он «отмазывает» Вито от дальнейшей службы в армии и помогает ему остаться в городе. Позже Джо знакомит Вито с Генри Томасино — членом семьи Клементе. Тот хочет, чтобы Вито украл дефицитные талоны на бензин в Федеральной службе по регулированию цен, которые было трудно достать из-за продолжающейся войны. Выполнив задание, Вито приносит Генри талоны, но тот внезапно замечает, что срок их годности истекает через час и даёт Вито задание успеть продать талоны на заправках до истечения срока. Через несколько дней выйдя из квартиры Джо, Вито Скалетта попадает прямиком в руки Антонио Росси, детектива полиции Эмпайр-Бэй. Вито сдал один из покупателей талонов. Через 3 месяца суд Эмпайр-Бэя вынес приговор — десять лет тюрьмы. Через три дня Вито получает письмо от Джо, который советует ему найти некоего Лео Галанте. Во время прогулки по тюремному дворику между ним и другим заключённым Брайаном О`Нилом, главарём ирландской банды, с которым Вито и Джо столкнулись во время ограбления ювелирного магазина, начинается драка, которая привлекает внимание Галанте. Лео, узнав, что Вито из семьи Клементе, сначала отказывается помочь, но позже меняет своё мнение, а также обещает, что поможет Вито выйти раньше назначенного ему срока. За это время Вито получил навыки единоборств. Брайан О`Нил, пытаясь убить Вито, умер от его же рук, за то, что один из его бандитов избил подчинённого Галанте, Пепе Косту.
Настал 1951 год, Вито благодаря связям Лео сумел выйти условно-досрочно, отсидев лишь 6 лет из 10 положенных. Джо сообщает, что он теперь работает на семью Фальконе и показывает Вито снятую для него квартиру. В первый же день Вито знакомится с Эдди Скарпа — правой рукой влиятельного мафиози Фальконе. Спустя несколько выполненных поручений Эдди знакомит Вито с самим доном Карло Фальконе. После ещё одного выполненного задания Вито и Джо становятся членами семьи Фальконе. Фальконе доверяет друзьям особое задание — убить дона Альберто Клементе. Замысел Джо — взорвать комнату вместе с Клементе и его «верхушкой» в «Гербе Эмпайра» — лучшей гостинице города. На задание Джо взял своего друга, Марти, который по идее должен был отвезти Вито и Джо после взрыва в гостинице. В самой гостинице — после продолжительной подготовки план не удался из-за отсутствия дона в комнате с бомбой, но остальные мафиози Клементе погибли. Альберто с охраной убегает из отеля. На парковке находят убитого Марти. В результате погони Вито и Джо догоняют главу семьи и убивают. Джо очень горюет из-за смерти Марти и, напившись в баре «Одинокая звезда», случайно убивает бармена. Вито пришлось сначала отвести домой самого Джо, а потом избавиться от машины с трупом.
Генри, работавший на убитого дона Клементе, просит Вито поговорить с Фальконе о его дальнейшей работе на новую семью. И первым заданием Генри было убийство Лео Галанте. Скалетта, прибыв в дом Лео раньше Генри, спасает его от смерти (сбежав из дома вместе с Лео или убедив Генри не убивать его) и отвозит того на вокзал, откуда тот отправляется на поезде в Лост-Хэвен. После этого Генри же стал полноценным членом семьи Фальконе и новым напарником Вито и Джо. Спустя некоторое время Генри подбивает друзей провернуть своё дело втайне от главы семьи: он узнал, что китайская мафия продаёт импортные наркотики за небольшую сумму, которую за неделю можно было бы утроить. Поначалу Вито отказывается иметь дело с наркотиками, но Генри убеждает его присоединиться. Распроданные наркотики приносят огромные деньги. Однако вскоре Вито и Джо отправляются в парк на встречу с Генри, где становятся свидетелями жестокого убийства Генри китайской мафией, после чего в отместку громят китайский ресторан и убивают главаря местной китайской мафии.
Эдди даёт работу Джо и Вито: убить бывшего мафиози, сдавшего свою семью, по имени Томми Анджело (главный герой первой части игры). Подъехав к его дому Джо убивает его. Некоторое время после Вито направляется к Джо, но его не оказывается дома. В процессе поисков Джо, Вито приходит к людям Винчи в ресторан «Мона Лиза». Там его оглушают, и он приходит в себя на стройке, где их вместе с Джо лично допрашивает Фрэнк Винчи, крайне недовольный положением дел в городе и бойней в Чайнатауне. Вскоре героям удаётся с боем сбежать.
Утром Вито просыпается от звонка Эдди, который просит срочно приехать к Фальконе в обсерватории для важного разговора. Выйдя на улицу, Вито видит людей Винчи. Его приглашают сесть в машину, где его ожидает Лео Галанте. Лео обвиняет Вито в том, что тот вместе с Джо развязали настоящую войну совершив бойню в Чайнатауне мстя за смерть Генри, который, как выяснилось, работал на правительство. Теперь Винчи и вся комиссия хотят «убрать» Вито, но Лео поднимает свои связи и выбивает для него последний шанс для спасения — убить Фальконе. Вито соглашается. После перестрелки с бывшими коллегами по службе Вито заходит в планетарий на территории обсерватории за городом, где находится Карло. Внезапно Джо, которого подкупил Фальконе, приставляет ствол револьвера к виску Вито, что оказывается лишь отвлекающим манёвром и они вместе убивают Карло. Покончив с Фальконе, Вито и Джо выходят из планетария. На улице их уже ждали люди Винчи во главе с Лео. Вито просят сесть в машину к Лео, а Джо садится в другую. Машины едут по дороге, но внезапно машина с Джо сворачивает на повороте, в то время как автомобиль с Лео и Вито едет дальше. Ошеломлённый Вито спрашивает у Лео, что всё это значит, на что тот отвечает: «Прости, Джо в сделку не входил».

## История разработки

### Хронология разработки
Разработкой занималась компания 2K Czech, которая была преобразована из самостоятельной студии Illusion Softworks, основанной Петром Вохозкой — директором по разработке первой игры, Mafia: The City of Lost Heaven, покинувшем студию во время её приобретения и переформирования компанией Take-Two Interactive. Первые сведения о том, что Mafia II пребывает в разработке, появились в декабре 2003 года, когда об этом факте сообщила компания Illusion Softworks. Из интервью с продюсером игры, Лукашом Кюре (чеш. Lukas Kure), стало известно, что первоначально команда разработчиков хотела сделать дополнение к Mafia 1 и даже начала его разработку, но впоследствии было решено сфокусироваться на создании полноценной второй части. (В другом интервью разработчиков — «Изначально мы собирались выпустить пару дополнений на том же движке и с теми же материалами, но увидев успех проекта, мы решили, что нужно замахнуться на что-то новое»).
В 2008 году частная компания Illusion Softworks стала дочерним предприятием издателя 2K Games, а название компании было изменено на 2K Czech. В мае 2010 года появились сведения о том, что в игре будут использоваться Nvidia 3D Vision — для возможности стереоскопического изображения, и физический движок PhysX.
В портировании на консоли также приняла участие студия Massive Bear Studios, выполнив некоторые задачи по оптимизации.

### Трудности при разработке

#### Уход сотрудников
Авторы часто сталкивались с различными сложностями. В 2004 году была опубликована новость о том, что разработка Mafia II приостановлена в результате постоянных конфликтов, а сценарист Даниэль Вавра (чеш. Daniel Vavra) покинул компанию. Тем не менее, позднее Вавра давал интервью об игре, что подтверждает его возвращение; позднее он, вероятно, снова покинул компанию, согласно интервью с продюсером (за 2010 год). Так же как и основатель компании Illusion Softworks, Петр Вохозка (чеш. Petr Vochozka).

#### Смена игровых движков
Из-за длительного цикла разработки и желания идти в ногу с новыми технологиями (пока создавалась Mafia II, на замену предыдущему поколению консолей, таких как Xbox и PlayStation 2, появилось новое — Xbox 360, PlayStation 3) компания сменила более трёх раз игровой движок — основной технический компонент, что каждый раз влекло за собой множество переработок игровых материалов.
Так, на опубликованном впоследствии видео с демонстрацией рабочей сборки за 2004 год, присутствует логотип игрового движка RenderWare. На тот момент данная технология была известна по использованию в серии Grand Theft Auto, в которой также открытый мир.
«Изменения целевых платформ и вызов новых технологий приостановил развитие на длительное время. Если ты переходишь с одного поколения железа на следующее, тебе приходится исправлять практически все нововведения игры. Эти изменения приводят к исправлению дизайна и количества нововведений в игре. По разным причинам нам пришлось менять движки более трёх раз. Новаторство тоже было большой проблемой. Нам всегда приходилось развивать либо выбирать технологию, чтобы она соответствовала целям, которых мы хотели достичь. Скоро вы будете испытывать плоды этого подхода (…) Я также хочу, чтобы игроки помнили о чём была история; вспоминали интересные моменты, главного героя и его друзей. Они могли бы вспоминать через несколько лет что было в игре, вспоминать, что они играли в неё и получали удовольствие» — говорит продюсер игры Лукаш Кюре.
В конечном итоге, было решено писать заново собственный игровой движок. Игровой движок был создан полностью с нуля с возможным использованием небольшой части кода движка первой Mafia — LS3D engine. Новая технология получила название Illusion Engine (см. также ниже раздел «Игровой движок» и отдельную статью о движке).

#### Отказ от некоторых первоначальных замыслов
Не все задуманные изначально авторами вещи дошли до окончательного варианта игры, что часто вызывало недовольство некоторых игроков по поводу отсутствия ожидаемых ими возможностей. Тем не менее, многие такие возможности или не были официально обещаны разработчиками, или были убраны по техническим причинам. Первоначально предполагалось сделать несколько вариантов концовки. Интерфейс (так называемый HUD) мог полностью отсутствовать. Сюжет игры подавался не так строго, и игрок мог выбрать, к какому из кланов ему присоединиться (впоследствии герой вступает в определённый мафиозный клан только по сюжету игры). Игрок мог бы грабить банки, чтобы заработать дополнительные деньги. Вид локаций мог быть несколько иным. До окончательного варианта не дошли некоторые второстепенные задания, которые «выдавали» другие герои, — частично, согласно авторам, это сделано потому, что некоторые такие задания сильно отвлекали бы от основной сюжетной канвы, поэтому они были в неё вплетены.
На определённом этапе разработки авторы думали о возможности многопользовательского режима, но позже от этого отказались, сфокусировавшись на повествовании. «Изменений было много, сейчас и не вспомнишь. Определённо думали о мультиплеере, и если подумать, я думаю, мы правильно сделали, не включив его в релиз. Несмотря на веселье, получаемое от мультиплеера, мы изначально планировали сделать серьёзный проект, без пустой траты времени. Это мы оставили для тех, кто будет пытаться модифицировать игру» — из интервью с разработчиком игры Давидом Семиком (чеш. David Semik).

### Игровой движок и технологии
В игре применяется движок Illusion Engine, разработанный специально для Mafia II.
Движком поддерживается обработка открытых локаций большого размера, при этом передвижение по территории происходит без видимых подгрузок в фоновом режиме, благодаря чему достигается эффект «бесшовности» мира (основная загрузка осуществляется только при начале игры).
Графический движок поддерживает множество эффектов пост-обработки, например: blur (размытие, расфокусировка изображения), motion blur (смазывание изображения), sun glare (солнечное сияние), lens flare (отражение солнечных бликов на виртуальной камере), heat haze (эффект горячего воздуха, используется при визуализации выстрелов из огнестрельного оружия), глубина резкости (используется в роликах для создания кинематографического эффекта), HDR и другие. Активно применяются методы цветокоррекции, причём цветовые фильтры, так же, как и эффекты, использованы дизайнерами для придания определённого настроения эпизоду: зимой цвета более холодные, летом — тёплые; когда герой пьян, изображение становится смазанным, а цвета искажаются.
Вода реалистично отражает окружающий мир. Полностью поддерживаются динамические мягкие тени, на которые влияют источники освещения, реализовано самозатенение объектов.
В качестве физического движка интегрирован PhysX компании nVidia. Реализована функция, имитирующая «взрывную волну», способную поднять на воздух объекты без применения скриптов; имитируется воздействие физических условий на одежду (так, плащ главного героя, или юбка проходящей по улице девушки, может развеваться на ветру, не проходя «сквозь» модель персонажа). Физическая модель транспорта просчитывает множество аспектов. Для того чтобы автомобили вели себя реалистично на дорогах, по отношению к ним применяется много параметров, каждая из машин имеет определённую массу и другие отличия. Поведение машин различно в зависимости от погоды и времени года. Вычисляется и то, сколько человек сидит в автомобиле и сколько весит каждый из сидящих — в зависимости от этого изменяется посадка автомобиля и его масса.

## Выпуск
Дальнейшие новости появились 21 августа 2007 года: игра была представлена на выставке Leipzig Games Convention. Было выпущено несколько предварительных скриншотов, объявлены общие сведения: так, стало известно, что действие сюжета развернётся в конце 1940-х — начале 1950-х годов, игрокам вновь будет предложена кинематографическая история и город, свободный к исследованию. В 2009 году стало известно, что выход откладывается и состоится не раньше 2010 года. В том же году, в августе, она была продемонстрирована прессе на выставке gamescom, где получила награду лучшей показанной игры, а компания 2K Czech — лучшей игровой студии. Позднее, в начале 2010 года вновь появились сведения о том, что выпуск задержится — проект должен был выйти не в мае 2010, а в августе-октябре.
В конце мая 2010 года было анонсировано коллекционное издание, куда, помимо диска с самой игрой в металлической коробке, вошли альбом иллюстраций в твёрдом переплёте, компакт-диск с музыкой из игры, карта города, в котором происходит действие, а также дополнение Made Man Pack — первое из нескольких впоследствии выпущенных дополнений (также называемых DLC — загружаемый контент). В июле 2010 стало известно, что игра будет продаваться в сервисе цифровой дистрибуции Steam компании Valve, и будет с полной поддержкой его возможностей, таких как статистика и система достижений. Таким образом, она является Steam-игрой, ведь коробочная, а не только цифровая, версия также связывается после установки с учётной записью Steam.
Выход Mafia II состоялся 24 августа 2010 года (27 августа — в России) на всех заявленных ранее платформах: издателем 2K Games она была издана на персональных компьютерах под управлением Windows и консолях Xbox 360 и PlayStation 3. Основной и приоритетной версией была версия для PC. Портирование на игровые приставки также выполнено самостоятельно 2K Czech. Консольные версии вышли одновременно с версией для персонального компьютера.

### Сопутствующая продукция
К выходу Mafia II было выпущено несколько сопутствующих продуктов.
- The Story of Frankie Potts (рус. «История Фрэнка Поттса») — интерактивная онлайн-игра на сайте, которая от лица агента ФБР Фрэнка Поттса рассказывала о событиях, происходящих во время отсидки главного героя Вито Скалетты.
- Mafia II Mobile — игра для мобильных телефонов (платформа Java), шутер от третьего лица с элементами автосимулятора. Разработана Twistbox Entertainment и выпущена в сентябре 2010 года. Действие разворачивается в 1938 году. Главным героем игры является Марко Русетто. Марко — член семьи Сальери, также он является племянником Винченцо. Сюжет основан на том, что по приказу Винченцо Марко отправляется в Эмпайр-Бэй для того, чтобы найти и убить Томаса Анджело.

### Дополнительный контент
Всего для игры было выпущено пять наборов дополнительных предметов (одежды и автомобилей для Вито) в сентябре 2010 года: Vegas Pack, War Hero Pack, Renegade Pack, Greaser Pack и Made Man Pack.
Также было выпущено три сюжетных дополнения:
- The Betrayal of Jimmy — отдельная сюжетная линия о наемном убийце и угонщике по имени Джимми. Данное дополнение не связано с основной сюжетной линией Mafia;
- Jimmy’s Vendetta — Джимми в результате бунта заключённых сбегает из тюрьмы и мстит тем, кто его предал;
- Joe’s Adventures — прямое дополнение к основной сюжетной линии. Протагонистом в дополнении выступил Джо Барбаро — друг Вито Скалетты. Действие дополнения разворачивается после ареста последнего, сюжет повествует о раскрытии правды об аресте друга. Джо узнаёт, что на самом деле происходило в семье Клементе[34]. Дополнение включает в себя ряд наборов заданий, которые выдаются персонажами из основной истории[35].

### Порты и переиздания
В 2011 году была портирована на компьютеры под управлением macOS компанией Feral Interactive, которая также выступила издателем на этой платформе. Помимо оригинальной игры, авторы порта добавили в комплект все вышедшие дополнения, озаглавив эту версию как Mafia II: Director’s Cut. Официальный выпуск состоялся 1 декабря 2011 года.
13 мая 2020 года компания 2K анонсировала сборник под названием Mafia: Trilogy, в который вошли ремейк первой игры, а также переиздания второй и третьей игр, адаптированные для консолей нового поколения (PlayStation 4 и Xbox One) со всеми официальными сюжетными дополнениями и различными бонусами. В отличие от третьей игры, переиздание которой не требовало заметных графических изменений и состояло по сути лишь из дополнений, переиздание второй игры, получившее название Mafia II: Definitive Edition, было создано в виде ремастера с улучшенными текстурами, освещением, затенением, новыми звуками оружия и вышло в онлайн-магазинах 19 мая того же года как для консолей, так и для Windows.

## Саундтрек

### Музыкальное сопровождение
Авторами внутриигрового саундтрека — главной музыкальной темы, играющей в меню, и сопровождающих различные ролики и эпизоды композиций, — выступили Матуш Широкий (чеш. Matus Siroky) и Адам Куруц (чеш. Adam Kurис).
Треки, исполненные Пражским оркестром FILMharmonic, также были выпущены в цифровом виде (и доступны владельцам коллекционного издания) как Mafia II Orchestral Score (официальное издание включает 48 композиций и две бонусные).

### Радиостанции
В качестве лицензированного саундтрека в игре присутствует три радиостанции, которые игрок может включать, находясь в автомобиле или в одном из своих домов (также радио играет в закусочных и некоторых других местах).
На радиостанциях представлена музыка, соответствующая историческим эпохам, в которые происходят действие игры, различных жанров (в том числе блюз, джаз, рок-н-ролл) и исполнителей (например, Мадди Уотерс, Джанго Рейнхардт, Дин Мартин, Сёстры Эндрюс, The Ames Brothers и другие). Также по радио транслируются новости.

## Отзывы и критика
| Сводный рейтинг        | Сводный рейтинг                        |
| Агрегатор              | Оценка                                 |
| ---------------------- | -------------------------------------- |
| GameRankings           | ПК: 77,19 % X360: 75,80 % PS3: 75,39 % |
| Metacritic             | (PC) 77/100 (X360) 74/100 (PS3) 75/100 |
| Иноязычные издания     |                                        |
| Издание                | Оценка                                 |
| Eurogamer              | 4/10                                   |
| GamePro                | [ 48 ]                                 |
| GameSpot               | 8,5/10                                 |
| IGN                    | [ 50 ]                                 |
| Official Xbox Magazine | 7/10                                   |
| PC Gamer UK            | 78 %                                   |
| 1UP.com                | B                                      |
| Edge                   | 6/10                                   |
| GamesTM                | 8/10                                   |
| Русскоязычные издания  |                                        |
| Издание                | Оценка                                 |
| 3DNews                 | 9/10                                   |
| Absolute Games         | 54 %                                   |
| PlayGround.ru          | (PC) 7/10 (X360) 6,6/10 (PS3) 6/10     |
| «Игромания»            | 7,5/10 (сайт) 9,5/10 (журнал)          |
| ITC.UA                 | 4/5                                    |

Игра получила преимущественно положительные отзывы критиков. Оценка PC-версии на агрегаторе оценок Metacritic составила 77 из 100. GameRankings на основании 31 рецензии поставил игре оценку 77,19 %.
Mafia II на протяжении двух недель была самой продаваемой в Великобритании.
В некоторых обзорах было высказано недоумение отсутствием ожидаемых возможностей, которые не дошли до окончательного варианта. Так, в статье Eurogamer отмечается, что открытый мир игры не является «в достаточной степени открытым», так как у героя нет второстепенных заданий; автор также плохо отозвался о боевой системе. По словам автора этого ресурса, «Mafia II уничтожает миф о том, что мафия вообще интересна. Игра утверждает, что мир населён глупыми роботами, которые каждое утро просыпаются, делают повторяющиеся действия и идут домой».
Журнал PC Gamer UK поставил игре оценку 78 %, но отметил, что «За 10 часов преступлений 2K Czech показали идеальную элегию по фильму о мафии. Однако нужно было сделать больше самой игры».
Рецензент сайта GameSpot, Кевин ВанОрд (англ. Kevin VanOrd), в своей рецензии также отмечает «недостаточно открытый мир, слишком большое количество рутинных миссий».
Авторы «Игромании» в рецензии, опубликованной на сайте, отрицательно отозвались об игровом процессе, описав его как «перегоны из точки А в точку Б», в то же самое время отметив «поражающую» детализацию мира: «каждая подворотня, каждый фасад в Эмпайр-Бэй вылеплены вручную (…) то и дело оглядываешься по сторонам, поражаясь детализации интерьеров, а спускаясь по лестнице, можно встретить подслушивающую под дверью уборщицу, которая тут же смущается от нашего появления (…) дотошности 2K Czech не перестаёшь удивляться даже во второй и третий раз»; в обзоре на сайте игра была оценена в 7,5 из 10, в то же время в «альтернативном мнении» она получила 9,5 из 10, а обзор был подытожен словами: «в мире этой игры хочется жить, причём слово „жить“ здесь следует понимать не в том смысле, который обычно вкладывают в него игры типа Gotһіс или Oblivion. Здесь не задержишься надолго, зато те несколько дней, которые мы проводим вместе с Вито и Джо, стоят многих месяцев блужданий по фэнтезийным лесам».
Крайне негативно отозвался об игре рецензент сайта Absolute Games Владимир Горячев, также известный как Nomad. Поставив игре 54 из 100 %, автор описал игру как «трещащую по швам», с «неинтересным миром», «убогим финалом», а главных героев Nomad назвал «овощем» и «слизняком». Также автору было сложно проходить игру, так как была отмечена «частая гибель от шальных выстрелов».
Прямо противоположное мнение было высказано в статье известного сайта 3DNews. Журналистка издания очень положительно отзывается о различных аспектах игры, в том числе сюжете, графике, игровом процессе, называя Mafia II «предложением, от которого невозможно отказаться». Автор подводит итог сравнениям с серией GTA такими словами:
«Mafia II никак не вписывается в прокрустово ложе подражательства и вторичности, куда вталкивают её критики — дескать, Grand Theft Auto в антураже сороковых, да и только. Несмотря на схожую игровую механику, это — два абсолютно разных проекта. Творение 2K Czech напоминает классические голливудские гангстерские ленты. Свет, лениво струящийся сквозь жалюзи. Клубы табачного дыма в холодных отблесках вывесок. Изрядно початая бутылка виски на столике возле дивана. Серьёзные мужчины в шляпах и с револьверами за пазухой, роковые женщины… Меланхоличный закадровый голос, отпускающий комментарии с изрядной долей чёрного юмора. Далёкий вой полицейской сирены, и чей-то труп, истекающий кровью… Каждая сцена в игре наполнена смыслом, идеально поставлена и отснята. Здесь нет безликих и неинтересных персонажей. Каждый герой представляет собой сложную многогранную личность. Причём это в равной степени относится как к главным действующим лицам, так и к второстепенным. Обратите внимание на старушку-мать, которая молится перед скудным обедом, беспокоится за судьбу своего сына Вито и по утрам обзванивает его закадычных друзей, чтобы узнать, где он ночевал и устроился ли на честную работу». «Общее впечатление» — «блестящее произведение!»
Летом 2018 года, благодаря уязвимости в защите Steam Web API, стало известно, что точное количество пользователей сервиса Steam, которые играли в Mafia II хотя бы один раз, составляет 2 312 872 человека.
В феврале 2020 года бывший член семьи Коломбо Майкл Франчезе, который отсидел в тюрьме 10 лет за рэкет и отмывание денег, по предложению издания BuzzFeed провёл обзор геймплея игры и поставил ей оценку 4,5 по 10-балльной шкале, отметив ряд нестыковок и ляпов со стороны разработчиков в плане описания возможных действий главного героя, начиная от драк и заканчивая взломом сейфов.
Вышедшее в 2020 году Definitive Edition было неоднозначно встречено игроками и игровыми изданиями. На Metacritic ПК-версия была оценена несколько ниже, чем оригинальная версия для той же платформы — 74 балла из 100 возможных, в то время, как версии для PlayStation 4 и Xbox One получили смешанные отзывы от прессы — версии переиздания для данных платформ получили 57 и 63 балла соответственно. Первые игроки негативно восприняли переиздание, в основном, из-за «сырой» сборки — многие игроки отмечали баги игры и проблемы с графикой даже на консолях с максимальной комплектацией.